# Prakash John
Prakash John (Bombay, 1 augustus 1947) is een Indische rock- en r&b-gitarist.

## Biografie
John, geboren in Mumbai, India, studeerde aan de Cathedral and John Connon School en schreef zich in 1951 op 4-jarige leeftijd in. Hij migreerde in 1960 naar Toronto. Johns eerste muzikale invloeden waren in India, zowel in de Indiase muziek die hij hoorde in Bombay als in westerse klassieke muziek, zoals die van J.S. Bach, W.A. Mozart en Charles Wesley en die hij zowel in zijn protestantse kerk als op school hoorde. Toen hij naar Canada kwam, kwam hij in contact met Afro-Amerikaanse muziek, die vervolgens zijn voornaamste invloed werd. Hij woonde in de jaren 1980 in Mississauga.
John begon op 17-jarige leeftijd bas te spelen. Kort daarna vormde hij zijn eerste r&b-band The Trikq, die de ritmesectie vormde voor Johns volgende samenwerking in 1967 met George Olliver & The Soul Children. In 1969 trad John toe tot Bush. Bush, de kortstondige opvolger van de Canadese band Mandala, werd grotendeels samengesteld door twee Canadezen, drummer Pentti 'Whitey' Glan en gitarist Domenic Troiano. Na twee albums met Bush, het tweede uitgebracht onder de naam Troiano als debuutalbum, werd John een gerespecteerde speler in het circuit van Los Angeles, waar hij speelde met Edgar Winter en Rick Derringer van (White Trash) en Bobby Whitlock (Derek & the Dominos). Tegelijkertijd was John actief als docent. Onder zijn leerlingen bevonden zich Nick St. Nicholas (Steppenwolf), Kenny Gradney (Delaney & Bonnie en Little Feat) en Rosemary Butler (Birtha). John werd in 1971 door George Clinton gerekruteerd om met Parliament/Funkadelic te werken aan de albums Chocolate City en America Eats Its Young, terwijl hij de bas speelde met Bootsy Collins op tournee. Hij verscheen later op verschillende rockalbums en tournees van de jaren 1970, waaronder Lou Reed's Rock n Roll Animal, Lou Reed Live en Sally Can't Dance, evenals Alice Cooper's Welcome to My Nightmare, The Alice Cooper Show, Lace and Whisky en DaDa.
John verliet de mainstream rock in 1979 en keerde terug naar Toronto om zijn tweede r&b-band The Lincolns op te richten, een van de laatste overgebleven bands die de Toronto Sound van eind jaren 1960 vertegenwoordigen. Wayne Gretzky koos The Lincolns om te spelen op zijn bruiloft in 1988 in Edmonton. The Lincolns blijven actief in heel Canada en hebben de twee albums Take One en Funky Funky Funky uitgebracht. John leidt zijn oudste zoon Jordan, een muzikant en zanger, en woont in de regio Toronto. Hij speelt ook bas in de band van Jordan.
Als soloartiest werkte John samen met Dr. John, Rory Block en de Canadese songwriter Murray McLauchlan samen met James Brown, George Clinton, Paul Shaffer, Alice Cooper, The Blues Brothers, Pinetop Perkins, Junior Wells en Mike Bloomfield. John verscheen in de film Blues Brothers 2000.

## Discografie
- Bush: self-titled
- Domenic Troiano: zelfbenoemd, later deel van de collectie The Toronto Sound, Mercury
- Lou Reed: Rock 'n' Roll Animal, Lou Reed Live,  Sally Can't Dance
- Parliament: Chocolate City Casablanca 836 700-2 (reprint van Polygram)
- Funkadelic: America Eats its Young
- Rory Block: Rory Block
- Steve Hunter: Swept Away
- Dick Wagner:  Dick Wagner
- Alice Cooper: Welcome to my Nightmare, Lace and Whiskey, The Alice Cooper Show, DaDa
- Gene MacLellan: If It's Alright With You
- The Lincolns: Take One,  Funky, Funky, Funky
- The Blues Brothers: Blues Brothers 2000